# Memoire
Memoire – minialbum rockowy nagrany przez Malice Mizer, wydany 24 lipca 1994 przez Midi:Nette.
24 grudnia 1994 ukazała się wersja albumu pt. Memoire DX, zawierająca dodatkowy utwór „バロック” (ca. 7:22).

## Lista utworów
1. „De Memoire” – 0:57
2. „記憶と空” – 4:46
3. „エーゲ海に捧ぐ” – 5:06
4. „午後のささやき” – 2:32
5. „魅惑のローマ” – 3:22
6. „Seraph” – 4:16

## Twórcy
- Tetsu – wokal, teksty utworów
- Mana – gitara, syntezator, muzyka
- Közi – gitara, syntezator, muzyka w utworze „Seraph”
- Yu~ki – gitara basowa
- Kami – perkusja